# Zygmunt Białostocki
Zygmunt Białostocki (ur. 15 sierpnia 1887 w Białymstoku, zm. 1942 lub 1943 w Warszawie) – polski muzyk, pianista i kompozytor żydowskiego pochodzenia. W latach 1925–1930 kierownik muzyczny i dyrygent Teatru Miejskiego w Łodzi.

## Życiorys
Od 1931 roku współpracował z Walerym Jastrzębcem-Rudnickim tworząc muzykę do jego tekstów kabaretowych: „Szczęście trzeba rwać jak świeże wiśnie”, „Ja przedwojenny wolę styl”, „Hanko”, „Ireno”, „Zosiu”, „Czy mu dać” i „Jesienne marzenie”. W 1932 roku skomponował muzykę do filmu Biała trucizna. Od 1933 roku był kierownikiem muzycznym w warszawskim teatrze Praskie Oko. Napisał również muzykę do piosenki „Znam cię ze snów”, wykonywanej m.in. przez Adama Wysockiego oraz „Pamiętam twoje oczy”, znanej w aranżacji Mieczysława Fogga, a także piosenkę „Rebeka”. 
Zginął w getcie warszawskim w 1942 lub 1943 roku.